# Real Academia de Gastronomía
La Real Academia de Gastronomía es una institución española que fue fundada como una asociación cultural sin ánimo de lucro en 1980 y se adaptó posteriormente a la Ley Orgánica de 22 de marzo de 2002, reguladora del derecho de asociación. La Casa de Su Majestad el Rey le concedió el 19 de noviembre de 2008 el título de Real, que fue jurídicamente ratificado por el Consejo de Ministros el 25 de junio de 2010 mediante Real Decreto que le otorgó la condición de corporación de derecho público y aprobó sus estatutos. El reconocimiento se basó en los fines de interés público que se atribuyeron como objetivos a la Academia: "la investigación, perfeccionamiento, difusión, promoción y protección del arte culinario y actividades gastronómicas propias de España; la mejora de la alimentación de la población, la prevención de la obesidad y la adopción de una dieta sana y equilibrada; la promoción de la educación dietética y la cultura gastronómica en todos los niveles y ámbitos".
Está formada por académicos de número y académicos de honor y la dirección corresponde a una Junta Rectora. La entidad es miembro de la Academia Internacional de Gastronomía y de la Academia Iberoamericana de Gastronomía. Desde antes de su fundación formal (en concreto desde 1974) otorga los Premios Nacionales de Gastronomía. 
El 13 de septiembre de 2023 el académico Luis Suárez de Lezo (Madrid, 1974) sustituye a Lourdes Planas, al frente de la Real Academia, liderando una nueva Junta Directiva. Ángel Parada (Madrid, 1959) sustituye en la vicepresidencia a Alfonso Rodés Vilà, que pasa a ser vocal; mientras que Miguel Loya y Rosa Vañó serán los nuevos secretario general y tesorera de la institución, respectivamente. Completa la junta Juan Manuel Bellver –vocal–; Borja Beneyto –vocal–; Miguel Garrido –vocal–; Cuchita Lluch –vocal–; Sesé San Martín –vocal–; José María Sanz-Magallón –vocal–; y Almudena Villegas –vocal–.
La nueva Junta Directiva se presenta con el objetivo de que la Real Academia sea “la institución de referencia para todos los actores del sector” y “la voz” de la gastronomía. Para ello está formada por "profesionales con destacadas trayectorias, con amplios conocimientos del universo gastronómico, que viven y participan activamente en la actualidad gastronómica de nuestro país”.
El actual presidente, Luis Suárez de Lezo es licenciado en derecho por la Universidad Complutense y cuenta con formación especializada en Gestión de Intereses Públicos y Privados en el IE Business School. Desde 2008 es el Secretario General de la Asociación de Empresarios de Alcobendas, cargo que ha compatibilizado en los últimos años con el de presidente de la Academia Madrileña de Gastronomía, contribuyendo al crecimiento con la creación de premios de Gastronomía de la Comunidad de Madrid y aupando a la capital como una de las grandes referencias gastronómicas nacionales.
Con anterioridad la institución estuvo presidida por Lourdes Plana Bellido, quien ocupó el cargo desde septiembre de 2020. Lourdes Plana fue cofundadora y directora a su vez del Congreso Internacional de Gastronomía Madrid Fusión.